# Joannes Cassianus Pompe
Joannes Cassianus Pompe (Utrecht, 9 september 1901 – Sint Pancras, 15 april 1945) was een Nederlands patholoog, die als eerste, in 1932, de naar hem genoemde stofwisselingsziekte, de ziekte van Pompe beschreef.
Hij werd geboren in Utrecht als zoon van Cornelis Andreas Pompe en Johanna Maria Alijda Brom. Hij is een jongere broer van Willem Pompe.
Na zijn studie aan de Universiteit van Amsterdam promoveerde hij in 1936 tot doctor in de geneeskunde met zijn proefschrift Cardiomegalia glycogenica over deze stofwisselingsziekte, die later naar hem genoemd zou worden. Pompe was zeer belezen en een gelovig katholiek. Tijdens de Tweede Wereldoorlog werd hij door de Duitse bezetter gearresteerd toen in februari 1945 in zijn laboratorium een illegale zender gevonden werd. Na een bomaanslag op een spoorlijn in Sint Pancras werd Pompe als vergeldingsactie, samen met 19 anderen, gefusilleerd.